# 2014年滋賀県知事選挙
2014年滋賀県知事選挙（2014ねんしがけんちじせんきょ）は、2014年（平成26年）7月13日に投開票が行われた滋賀県知事を選出するための選挙。

## 概要
現職の嘉田由紀子の任期満了に伴う知事選挙である。嘉田が2期限りでの引退を表明したことから、その後任をめぐって無所属の新人3人が争い、「卒原発」を掲げ嘉田の後継指名を受けた元民主党衆議院議員の三日月大造が自民・公明推薦の小鑓隆史、共産推薦の坪田五久男を破って初当選を果たした。

### 主な争点
- 原発再稼働などのエネルギー問題
- 県内の経済活性化[3]

## 基礎データ

### 告示日
- 2014年（平成26年）6月26日

### 執行日
- 2014年（平成26年）7月13日
  - 当日の投票時間帯 ： 7:00 - 20:00[4]
- 期日前投票 ： 2014年（平成26年）6月27日 - 7月12日

### 同日選挙
- 滋賀県議会議員補欠選挙（7月4日 告示）[5]
  - 栗東市選挙区（三浦治雄の辞職による、無投票当選）
  - 湖南市選挙区（生田邦夫の湖南市長選挙出馬による、無投票当選）

## 立候補者
3人、届け出順。
| 立候補者                         | 年齢 | 党派                          | 新旧 | 主な経歴           | ウェブサイト |
| -------------------------------- | ---- | ----------------------------- | ---- | ------------------ | ------------ |
| 小鑓隆史 （こやり たかし）       | 47   | 無所属 （自民党・公明党推薦） | 新   | 元経済産業省職員   |              |
| 坪田五久男 （つぼた いくお）     | 55   | 無所属 （共産党推薦）         | 新   | 共産党県常任委員   |              |
| 三日月大造 （みかづき たいぞう） | 43   | 無所属                        | 新   | 元民主党衆議院議員 |              |

### 立候補者のプロフィールおよび立候補に至る経緯
（立候補届出順）
小鑓隆史
元経済産業省職員。1966年滋賀県大津市仰木町生、県立膳所高校卒業。京都大学工学部・同大学院工学研究科物理工学専攻を経て、1992年に通商産業技官に採用され、旧通商産業省入省。通産省・経産省では中小企業政策・公務員制度改革・環境政策などに携わり、2002年からイギリスへ留学し、インペリアル・カレッジ・ロンドンで修士号を取得。通商産業省製造産業局素材産業ユニット化学物質管理課化学物質安全室勤務、通商産業大臣官房政策企画委員、中小企業庁経営支援部経営支援課課長補佐、通商産業省生活産業局窯業建材住宅産業課課長補佐、経済産業省産業技術環境局環境調和産業推進室環境政策課課長補佐を経て、2009年より日本貿易振興機構ヒューストン事務所次長。内閣官房国家戦略室企画官を経て、2012年より第2次安倍内閣で日本経済再生本部の事務局として内閣官房に設けられた日本経済再生総合事務局において内閣参事官としてアベノミクスの政策立案に従事した。2014年に自民党県連から滋賀県知事選挙への立候補要請を受け、2月28日に経済産業省を退職、3月4日に立候補を表明し、選挙プランナーの松田馨が選挙に携わった。。
坪田五久男
元公立学校教員。1959年滋賀県安土町生、県立彦根東高校卒業。滋賀大学教育学部を経て、近江八幡市立桐原小学校教諭、近江八幡市立八幡西中学校教諭として10年間教員を務めた。近江八幡市教職員組合書記長を経て、1991年に政治家を志して教員退職後、日本共産党滋賀県委員会に勤務、県常任委員や県国政対策委員長を務めた。明るい滋賀県政をつくる会常任幹事、農業組合法人サン・燦ファーム理事。2003年衆院選・2005年衆院選・2009年衆院選に滋賀4区から、2007年参院選・2013年参院選に滋賀県選挙区から日本共産党公認で立候補しているが、いずれも落選している。
三日月大造
元JR西日本社員、元民主党衆議院議員（4期）。1971年京都府生、大津市出身。県立膳所高校卒業、一橋大学経済学部を経て、JR西日本に勤務。2002年にJR西日本を退職して松下政経塾に入塾。2003年衆院選に滋賀3区から民主党公認で立候補し、初当選。以後、2005年・2009年・2012年と4回の当選を重ねる（2012年は比例復活）。この間鳩山由紀夫内閣で国土交通大臣政務官、菅直人内閣で国土交通副大臣を歴任。裁判官訴追委員会第2代理委員長、民主党副幹事長兼国会対策委員長代理を経て、2014年5月に滋賀県知事選挙立候補のため議員辞職し、民主党を離党した。

### 立候補が取り沙汰された人物
嘉田由紀子
第8代滋賀県知事（2期）。2006年知事選挙では「もったいない」を合い言葉に現職の国松善次を破って初当選、2010年知事選挙でも次点の自民系候補にダブルスコアをつけて再選を果たし、県内での嘉田人気は確固たる状況にあった。2012年12月の衆院選の際に小沢一郎らと共に日本未来の党を立ち上げ、「卒原発」などを掲げて県知事のまま党代表として選挙を戦ったが、立候補者121人に対し獲得議席が9と惨敗、同党は解党し嘉田は国政から身を退くことになった。この日本未来の党での失敗が尾を引き、支持者の離脱を招き、当初盤石と思われていた3期目についても疑問の声があがるようになっていた。嘉田自身は2014年に入っても3選出馬について明確な態度を示さなかったが、選挙2か月前の同年5月にようやく3選不出馬を表明し、「卒原発」の看板を引き継ぐ三日月大造を後継候補に指名することになった。

### 政党・団体の動向
自民党は早くから現職の嘉田への対抗馬の擁立を模索しており、2月20日には現役官僚である小鑓隆史の擁立を固め、立候補を要請した。小鑓が自民党県連の要請に応えて立候補を表明、自民党と連立パートナーである公明党が小鑓の推薦を決定した。しかし、選挙戦では集団的自衛権行使容認の閣議決定に公明党支持者が反発したことから選挙運動にブレーキがかかる結果となった。
民主党は、同党所属議員である三日月大造の離党・議員辞職と知事選立候補を認め、幅広い支持を集めるために公式には推薦や支持などの決定は行わなかったものの、同党衆議院議員の馬淵澄夫が三日月の選対本部長に就くなど、党を挙げての支援を行った。連合滋賀も、三日月がJR西日本時代に連合傘下のJR西労組に所属していたことなどから、全面的に支援した。
日本維新の会の橋下徹共同代表と松井一郎幹事長は、自民党の要請を受け、選挙戦終盤に小鑓への支持を表明した。
日本共産党は、他の与野党とは一線を画し、坪田五久男を推薦した。

### 選挙のタイムライン
2014年
- 2月20日 - 自民党県連が小鑓隆史の擁立方針を固める[15]。
- 3月4日 - 小鑓が正式に立候補表明[7]。
- 4月12日 - 共産党系の団体が坪田五久男の擁立を決定[16]。
- 5月7日 - 現職の嘉田由紀子が3選不出馬を表明[17]。
- 5月8日 - 三日月大造が衆議院に辞職願、民主党に離党届を提出、出馬の意向を表明[10]。
- 5月9日 - 三日月の議員辞職が許可され、正式に立候補表明[18]。
- 6月26日 - 告示[1]。
- 7月13日 - 投開票。

## 選挙結果
投票率は50.15%で、参院選と同日選だった前回の61.56%を下回った（前回比 -11.41ポイント）。当日の有権者数は110万4765人で、投票総数は55万4078票となった。
候補者別の得票数の順位、得票数、得票率、惜敗率、供託金没収概況は以下のようになった。供託金欄のうち「没収」とある候補者は、有効投票総数の10%を下回ったため全額没収された。得票率と惜敗率は未発表のため暫定計算とした（小数3位以下四捨五入）。
|      | 順位 | 候補者名     | 党派   | 新旧 | 得票数  | 得票率 | 惜敗率 | 供託金 |
| ---- | ---- | ------------ | ------ | ---- | ------- | ------ | ------ | ------ |
| 当選 | 1    | ■ 三日月大造 | 無所属 | 新   | 253,728 | 46.32% | ----   |        |
|      | 2    | ■ 小鑓隆史   | 無所属 | 新   | 240,652 | 43.94% | 94.85% |        |
|      | 3    | ■ 坪田五久男 | 無所属 | 新   | 53,280  | 9.73%  | 21.00% | 没収   |

三日月大造（青）と小鑓隆史（緑）の得票率の差を表した地図
----
三日月は無党派層が多い湖南の都市部（草津市、湖南市、守山市、野洲市）を中心に票を伸ばしたのに対し、小鑓は湖西や湖東の農村地域の一部で票を伸ばした。

選挙前には、2012年衆院選では県内全小選挙区で自民党候補が勝利し、安倍政権の支持率が好調だったことから、アベノミクスの政策立案にも携わった与党推薦候補の小鑓の優勢が伝えられた。しかし、衆議院議員を4期務め知名度の高い三日月は現職の嘉田から後継指名を受け、二人三脚で選挙戦を進めたことから、三日月が徐々に支持を広げていった。
自民党所属の鈴木章浩東京都議会議員や大西英男衆議院議員によるセクハラやじ問題、石原伸晃環境大臣による「金目（かねめ）」失言問題、安倍内閣による集団的自衛権行使に関する閣議決定などが相俟って政権批判が強まり、選挙戦にも影響を与えた。
選挙中盤の情勢調査では、『朝日新聞』は三日月がやや優勢、『読売新聞』と『京都新聞』は三日月と小鑓が接戦と報じた。
小鑓を推薦する与党自民党は菅義偉内閣官房長官、石破茂幹事長ら政府・与党首脳を連日送り込むなど総力戦を展開し、日本維新の会橋下徹共同代表も小鑓支持を表明したが、知名度に勝る三日月を破ることはできなかった。
『朝日新聞』の出口調査によると、小鑓は自民党支持層の75%、公明党支持層の92%の票を得たが、支持政党を持たない無党派層の59%が三日月に投票し、加えて公明党支持層の投票者数自体が大幅に減ったことにより、三日月が得票数で小鑓を上回る結果となった。公明党幹部によると、7月1日の集団的自衛権行使容認の閣議決定について公明党が支持者に対して十分に説明する時間がなかったため、票固めできなかったとしている。